# Termitophilomyia gracilis
Termitophilomyia gracilis är en tvåvingeart som först beskrevs av August Reichensperger 1931.  Termitophilomyia gracilis ingår i släktet Termitophilomyia och familjen puckelflugor. Inga underarter finns listade i Catalogue of Life.